# Hal Patino
Pour les articles homonymes, voir Patiño (homonymie).
Hal Patino est un musicien américain né un 8 août au Nevada. De 1988 à 1990, puis de 2000 à 2014 il est le bassiste du groupe danois King Diamond. Il est aussi un des membres de Nordic Beast, un groupe de reprises réunissant aussi John Norum (Europe), Mikkey Dee (Motörhead), Åge Sten Nilsen (Wig Wam) et Mic Michaeli (Europe).